# Álvaro Ramos
Álvaro Sebastián Ramos Sepúlveda (Iquique, 14 de abril de 1992) é um futebolista chileno que joga como atacante no Deportes Iquique.

## Carreira
Formado nas divisões de base do Deportes Iquique, passou pelas categorias Sub-16, Sub-17 e Sub-18 sempre se destacando e em 2008 fez sua estréia no time principal com apenas 16 anos de idade.

## Seleção Chilena
Foi convocado pela Seleção Chilena Sub-17 para a disputa do Campeonato Sul-Americano Sub-17 de 2009 em Iquique.

## Títulos
Deportes Iquique
- Primera B: 2010
- Copa Chile: 2010

### Prêmios individuais
- Melhor Jogador Jovem do Futebol Chileno: 2010